# Mojana sucreña
La Mojana sucreña es una de las 5 subregiones del departamento de Sucre (Colombia). Está integrada por los siguientes municipios, al sur del mismo:
- Sucre
- Majagual
- Guaranda

El clima de la región se clasifica como bosque húmedo tropical. La zona está llena de caños, ríos, ciénagas y zapales, que conforman así una ecorregión de tipo humedal que hace a su vez parte de la Depresión momposina, que comprende parte de las cuencas de los ríos Magdalena, Cauca y San Jorge.